# Лекаваннок Тауншип (округ Мерсер,Пенсільванія)
Лекаваннок Тауншип (англ. Lackawannock Township) — селище (англ. township) в США, в окрузі Мерсер штату Пенсільванія. Населення — 2471 особа (2020).

## Демографія
Згідно з переписом 2010 року, у селищі мешкали 2662 особи в 987 домогосподарствах у складі 732 родин. Було 1049 помешкань
Расовий склад населення:
| - 97,6 % — білих - 0,8 % — чорних або афроамериканців - 0,3 % — корінних американців - 0,2 % — азіатів |

До двох чи більше рас належало 1,0 %. Частка іспаномовних становила 1,2 % від усіх жителів.
За віковим діапазоном населення розподілялося таким чином: 26,4 % — особи молодші 18 років, 58,8 % — особи у віці 18—64 років, 14,8 % — особи у віці 65 років та старші. Медіана віку мешканця становила 40,3 року. На 100 осіб жіночої статі у селищі припадало 99,8 чоловіків;  на 100 жінок у віці від 18 років та старших — 100,7 чоловіків також старших 18 років.
Середній дохід на одне домашнє господарство  становив 53 103 долари США (медіана — 39 922), а середній дохід на одну сім'ю — 62 390 доларів (медіана — 57 880). Медіана доходів становила 44 792 долари для чоловіків та 33 561 долар для жінок. За межею бідності перебувало 21,4 % осіб, у тому числі 40,2 % дітей у віці до 18 років та 13,9 % осіб у віці 65 років та старших.
Цивільне працевлаштоване населення становило 1030 осіб. Основні галузі зайнятості: виробництво — 22,8 %, освіта, охорона здоров'я та соціальна допомога — 20,0 %, роздрібна торгівля — 11,5 %, науковці, спеціалісти, менеджери — 6,8 %.